# Magnet, Allier
Magnet là một xã ở tỉnh Allier thuộc miền trung nước Pháp.